# Exekvering
Inom informationstekniken innebär termen exekvera att göra en körning av ett datorprogram.
Dialogexekvering är genomförande av dialog med hjälp av bland annat självlärande och självkommunicerande rutiner eller system.
Responstiden för en programprocess beror på dess exekveringstid, det vill säga dess processortid, men påverkas även av nätverkets och hårdvarans svarstid, av operativsystemets belastning av andra processer med mera.